# Ciklotol
Ciklotol je mešavina eksploziva koja se sastoji od ciklotrimetilentritramina (RDX) i cikloheksanita (TNT). Češće se koristio sa kompozicijom B, koja je otprilike 60% RDX i 40% TNT; razne kompozicije Ciclotola sadrže od 65% do 80% RDX.  Tipični opsezi su od 60/40 do 80/20 RDX/TNT, a najčešći je 70/30, dok vojska uglavnom koristi 77/23 optimizovane u bojevim glavama.
RDX je jedan od najjačih i najstabilnijih visoko eksplozivnih materijala. Koristi se u raznim vrstama municije, od granata do bombi. Sa druge strane, TNT je manje eksplozivan, ali je vrlo stabilan i lako se rukuje, što ga čini idealnim za upotrebu u kombinaciji sa RDX.
Ciklotol se koristi u vojnoj industriji zbog svoje visoke eksplozivne moći i stabilnosti. Kombinacija ova dva materijala omogućava da se ciklotol koristi u širokom spektru vojnih primena.

## Karakteristike Ciklotola
Evo nekoliko ključnih karakteristika ovog eksploziva:
1. Potentnost: Ciklotol je veoma potentan eksploziv zahvaljujući svojoj kombinaciji RDX-a i TNT-a. RDX je jedan od najmoćnijih i najstabilnijih visoko eksplozivnih materijala dostupnih, dok je TNT manje eksplozivan, ali je takođe vrlo stabilan.
2. Stabilnost: Oba sastojka ciklotola, RDX i TNT, su prilično stabilna, što znači da eksploziv može biti sigurno transportovan i rukovan njime dok ne dođe vreme za detonaciju.
3. Vojna upotreba: Ciklotol se široko koristi u vojne svrhe. Može se naći u različitim vrstama municije, od granata do avio bombi.
4. Denzitet: Ciklotol ima visok denzitet, što ga čini idealnim za upotrebu u situacijama gde je potrebna visoka eksplozivna moć na malom prostoru.
5. Brzina detonacije: Brzina detonacije ciklotola može varirati u zavisnosti od tačne mešavine RDX-a i TNT-a, ali je generalno veoma visoka. Ovo znači da se eksplozija događa vrlo brzo, što je idealno za upotrebu u vojne svrhe.
6. Osetljivost na udar i trenje: Iako je ciklotol generalno stabilan eksploziv, on može detonirati usled jakog udara ili trenja. To znači da se prilikom rukovanja ovim eksplozivom mora biti veoma oprezan.

## Odnos mešanja (RDX/TNT)
MIL standard navodi odnos mešanja RDX-a i TNT-a na sledeći način.
- 75/25
- 70/30
- 65/30

70/30 je standard, ali vojska koristi 77/23, koji je optimizovan za bojeve glave.

## Gde se sve koristi Ciklotol
Ciklotol se ne koristi uobičajeno, ali je navodno bio glavni eksploziv koji se koristi u barem nekim modelima američkog nuklearnog oružja. Sublette navodi Ciclotol kao eksploziv u američkoj nuklearnoj bombi B28 i eventualno srodnom oružju koje je koristilo uobičajeni Pithon primarni - V34, V28, V40 i V49.
Korišćen je u nuklearnoj bombi B53 i povezanoj bojevoj glavi V53.  U modernoj vojnoj industriji poslednjih 20 godina ciklotol se može koristiti kao punilo i glavno punjenje većine kasetne podmunicije, posebno sa piezoelektričnim upaljačima to jest detonatorima.

## Rukovanje sa Ciklotol eksplozivima
Rukovanje sa ovim eksplozivom, zahteva veliku opreznost i stručnost. Ovo su opšte smernice za rukovanje ovim materijalom:
1. Edukacija i obuka: Pre svega, rukovanje sa eksplozivima zahteva odgovarajuću obuku i znanje. To uključuje razumevanje hemijskih svojstava materijala, kao i sigurnosnih procedura.
2. Bezbednosne mere: Zahteva se upotreba odgovarajuće lične zaštitne opreme, uključujući rukavice, zaštitne naočare i zaštitnu odeću. Materijal bi trebalo držati dalje od otvorenog plamena ili izvora toplote.
3. Transport: Prilikom transporta eksploziva, potrebno je koristiti odgovarajuće kontejnere i prevozna sredstva. Materijal treba držati stabilnim i zaštićenim od udara i vibracija.
4. Skladištenje: Eksplozivi treba da se čuvaju na hladnom, suvom i dobro provetrenom mestu, daleko od izvora toplote, plamena ili iskri. Materijal bi trebao biti sigurno zaključan.
5. Odlaganje: Neiskorišćeni materijal treba odlagati u skladu sa lokalnim propisima i procedurama. Ovo obično zahteva posebne uslove i stručnost.
6. Hitne situacije: U slučaju incidenta, neophodno je brzo delovati. To može uključivati evakuaciju područja i obaveštavanje nadležnih hitnih službi.

## Korišćenje Ciklotola u konfliktima
I RDX i TNT su bili široko korišćeni eksplozivi u oba svetska rata, kao i u mnogim drugim sukobima. RDX, na primer, prvi put je masovno proizveden za potrebe Drugog svetskog rata i od tada se koristi u mnogim vojnim konfliktima.

## Korišćenje Ciklotola u terorističkim akcijama
Korišćen je u bombaškom napadu na Mesdžid u Meki u kojem je poginulo 16 ljudi, a to je bilo 18.05.2007 u 13:15 po lokalnom vremenu. Eksploziju je izazvala cevna bomba aktivirana mobilnim telefonom postavljena u blizini mesta gde se obavlja abdest. Policija je pronašla i deaktivirala još dva IED-a. 
Interesantno za ovaj slučaj je to što je 16. aprila 2018, sud oslobodio svih 11 optuženih za eksplozije, navodeći kao nedostatak dokaza. 